# Port Lions
Port Lions ist ein Ort auf Kodiak Island im Kodiak Island Borough im Bundesstaat Alaska der Vereinigten Staaten von Amerika. Das U.S. Census Bureau hat bei der Volkszählung 2020 eine Einwohnerzahl von 170 ermittelt.
Der Ort wurde zu Ehren des Lions-Club benannt, mit dessen und staatlicher Hilfe das Dorf erbaut wurde um nach dem Good Friday Earthquake, einem Erdbeben 1964 auf der Nachbarinsel Afognak, die Einwohner Ag'waneqs aufzunehmen. Die Stanford University unterhält eine wissenschaftliche Radiostation in Port Lions.
Ein durch den Bund anerkannter Stamm amerikanischer Ureinwohner, Native Village of Port Lions hat seinen Sitz in Port Lion und über 300 eingetragene Mitglieder aus dem Ort werden durch den Port Lions Traditional Tribal Council beraten und organisiert.

## Geografie
Der Ort liegt im Settlers Cove nahe der Mündung des Kizhuyak Bay, einer Bucht auf der Nordseite der Insel Kodiak. Es gibt keine Straßen, die die Siedlung mit anderen Orten verbindet; erreichbar ist er nur über den Luft- oder Seeweg. Der Hafen Port Lions gehört zu den Häfen des Alaska Marine Highway, nach dem United States Census Bureau umfasst das Gemeindegebiet eine Fläche 26,1 Quadratkilometern; davon entfallen 9,6 Quadratkilometer auf Wasserflächen.

## Demografische Daten
Nach der Volkszählung im Jahr 2000 lebten hier 256 Menschen in 89 Haushalten und 76 Familien. Die Bevölkerungsdichte beträgt 16 Einwohner pro Quadratkilometer. Ethnisch betrachtet setzt sich die Bevölkerung zusammen aus 34,77 % Weißen, 63,28 % amerikanischen Ureinwohnern, 1,95 % stammen von zwei oder mehr Ethnien ab. 1,95 % der Bevölkerung sind spanischer oder lateinamerikanischer Abstammung.
Von den 89 Haushalten hatten 44,9 % Kinder unter 18 Jahren, die bei ihnen lebten, 74,2 % davon waren verheiratete, zusammenlebende Paare, 7,9 % waren allein erziehende Mütter und 14,6 % waren keine Familien. 13,5 % bestanden aus Singlehaushalten und in 4,5 % lebten Menschen mit 65 Jahren oder älter. Die Durchschnittshaushaltsgröße betrug 2,88 und die durchschnittliche Familiengröße war 3,11 Personen.
33,2 % der Bevölkerung waren unter 18 Jahre alt. 3,9 % zwischen 18 und 24 Jahre, 29,7 % zwischen 25 und 44 Jahre, 26,2 % zwischen 45 und 64, und 7 % waren 65 Jahre alt oder Älter. Das Durchschnittsalter betrug 36 Jahre. Auf 100 weibliche Personen kamen 113,3 männliche Personen. Auf 100 Frauen im Alter von 18 Jahren oder darüber kamen 106 Männer.
Das jährliche Durchschnittseinkommen eines Haushalts betrug $39.107 und das jährliche Durchschnittseinkommen einer Familie betrug $42.656. Männer hatten ein durchschnittliches Einkommen von $41.250 gegenüber den Frauen mit $30.625. Das Prokopfeinkommen betrug $17.492. 12,1 % der Bevölkerung und 12,7 % der Familien lebten unterhalb der Armutsgrenze. 15 % von ihnen sind Kinder und Jugendliche unter 18 Jahre und 10,7 % sind 65 Jahre oder älter.